# Liste der Baudenkmäler in Georgenberg
Auf dieser Seite sind die Baudenkmäler in der Oberpfälzer Gemeinde Georgenberg zusammengestellt. Diese Tabelle ist eine Teilliste der Liste der Baudenkmäler in Bayern. Grundlage ist die Bayerische Denkmalliste, die auf Basis des Bayerischen Denkmalschutzgesetzes vom 1. Oktober 1973 erstmals erstellt wurde und seither durch das Bayerische Landesamt für Denkmalpflege geführt wird. Die folgenden Angaben ersetzen nicht die rechtsverbindliche Auskunft der Denkmalschutzbehörde.

## Baudenkmäler nach Ortsteilen

### Dimpfl
| Lage                | Objekt                        | Beschreibung                                                                                               | Akten-Nr.              | Bild |
| ------------------- | ----------------------------- | --- | ---------------------- | ---- |
| Dimpfl 5 (Standort) | Wohnstallhaus einer Hofanlage | Eingeschossiger Halbwalmdachbau, ehemaliger Wohnteil mit geohrten Fensterrahmungen, Anfang 19. Jahrhundert | D-3-74-123-12 Wikidata | BW   |

### Gehenhammer
| Lage                        | Objekt | Beschreibung | Akten-Nr.             | Bild  |
| --------------------------- | ------ | --- | --------------------- | ----- |
| Nähe Gehenhammer (Standort) | Mühle  | Zweigeschossiger Steildachbau, Bruchstein mit Granitrahmungen, Portal bezeichnet „1834“, mit betriebsfähigem Mühlenwerk und hölzernem, oberschlächtigem Wasserrad, 19./20. Jahrhundert | D-3-74-123-1 Wikidata | Mühle |

### Hammermühle
| Lage                     | Objekt                                     | Beschreibung | Akten-Nr.              | Bild           |
| ------------------------ | ------------------------------------------ | --- | ---------------------- | -------------- |
| Hammermühle 1 (Standort) | Ehemalige Hammermühle, später Glasschleife | Eingeschossiger Halbwalmdachbau auf hohem Sockelgeschoss, Bruchstein mit gequaderten Rahmungen, bezeichnet „1785“ Zugehöriger Werkkanal, wohl 18./19. Jahrhundert | D-3-74-123-13 Wikidata | weitere Bilder |

### Neuenhammer
| Lage                                                | Objekt                                  | Beschreibung | Akten-Nr.             | Bild           |
| --------------------------------------------------- | --------------------------------------- | --- | --------------------- | -------------- |
| Neuenhammer 1 (Standort)                            | Ehemaliges Hammerschloss, jetzt Gasthof | Zweigeschossiger Walmdachbau, mittlerer Erkerturm mit Zwiebelhaube auf zwei Rundsäulen, bezeichnet „1808“, im Kern 17. Jahrhundert                               | D-3-74-123-3 Wikidata | weitere Bilder |
| Neuenhammer 1 (Standort)                            | Katholische Kirche Unserer Lieben Frau  | Saalkirche mit Satteldach und eingezogenem Rechteckchor, giebelreiterartiger Turm nach Westen mit Walmdach und offenem Geläut, neugotisch, 1836; mit Ausstattung | D-3-74-123-2 Wikidata | weitere Bilder |
| Neuenhammer 1 1/2 (Standort)                        | Haus, jetzt Wohnhaus eines Bauernhofs   | Massivbau mit Gewölben und Halbwalmdach, erste Hälfte 19. Jahrhundert                                                                                            | D-3-74-123-4 Wikidata | BW             |
| Staatsstraße 2396, Straße nach Waldthurn (Standort) | Bildstock, sogenannte Bildbuche         | Konischer Granitquader auf Postament, laternenenartiger Aufsatz, um 1850                                                                                         | D-3-74-123-5 Wikidata | BW             |

### Neukirchen zu Sankt Christoph
| Lage                                              | Objekt                                | Beschreibung | Akten-Nr.             | Bild           |
| ------------------------------------------------- | ------------------------------------- | --- | --------------------- | -------------- |
| Westlich am Ortsrand beim Kindergarten (Standort) | Bildstock                             | Mächtiger fünfeckiger Granitquader mit Kreuzdachabschluss und halbrunder Bildnische, bezeichnet „1743“                                                                           | D-3-74-123-8 Wikidata | BW             |
| Neukirchen zu Sankt Christoph 3 (Standort)        | Katholische Pfarrkirche St. Christoph | Saalkirche mit Walmdach und eingezogenemn dreiseitig geschlossenem Chor, über Eck gestellter Flankenturm mit Zwiebelhaube, 1702 unter Verwendung älterer Mauern; mit Ausstattung | D-3-74-123-6 Wikidata | weitere Bilder |
| Neukirchen zu Sankt Christoph 6 (Standort)        | Altes Schulhaus                       | Zweigeschossiger Walmdachbau mit profilierten Fensterrahmungen, Portal bezeichnet „1793“                                                                                         | D-3-74-123-7 Wikidata | weitere Bilder |

### Oberrehberg
| Lage                     | Objekt        | Beschreibung                                                                                      | Akten-Nr.              | Bild |
| ------------------------ | ------------- | ------------------------------------------------------------------------------------------------- | ---------------------- | ---- |
| Oberrehberg 4 (Standort) | Wegkreuz      | Holz, mit Holzfiguren, farbig gefasst, 19./20. Jahrhundert                                        | D-3-74-123-9 Wikidata  | BW   |
| Oberrehberg 5 (Standort) | Wohnstallhaus | Eingeschossiger Satteldachbau mit Traufgred, Stalltürrahmung bezeichnet „1776“, um 1900 erweitert | D-3-74-123-14 Wikidata | BW   |

### Waldkirch
| Lage                    | Objekt                                   | Beschreibung | Akten-Nr.              | Bild           |
| ----------------------- | ---------------------------------------- | --- | ---------------------- | -------------- |
| Waldkirch 46 (Standort) | Katholische Kapelle St. Johannes Baptist | Saalbau mit Steildach, vierseitig geschlossen, Westturm mit Zwiebelhaube über Portalvorhalle, 1821; mit Ausstattung Drei Grabplatten, Granit, romanisch, wohl 12./13. Jahrhundert; vom ehemaligen Wirtschaftshof des Klosters Waldsassen in Waldkirch | D-3-74-123-10 Wikidata | weitere Bilder |

## Ehemalige Baudenkmäler
In diesem Abschnitt sind Objekte aufgeführt, die früher einmal in der Denkmalliste eingetragen waren, jetzt aber nicht mehr. Objekte, die in anderem Zusammenhang also z. B. als Teil eines Baudenkmals weiter eingetragen sind, sollen hier nicht aufgeführt werden. Aktennummern in diesem Abschnitt sind ehemalige, jetzt nicht mehr gültige Aktennummern.

| Lage                 | Objekt        | Beschreibung                                                    | Akten-Nr.              | Bild |
| -------------------- | ------------- | --------------------------------------------------------------- | ---------------------- | ---- |
| Waldkirch (Standort) | Wohnstallhaus | Erdgeschossig, mit einseitigem Halbwalm, frühes 19. Jahrhundert | D-3-74-123-11 Wikidata | BW   |